# The Wild Ones
The Wild Ones è stato un gruppo musicale statunitense attivo alla fine degli anni sessanta.

## Discografia
LP
- 1965 - The Arthur Sound
- 1966 - Lord Love a Duck (An Act of Pure Aggression)

Singoli
- 1965 - Wild Thing/Just Can't Cry Anymore
- 1966 - Come on Back
- 1966 - Lord Love a Duck
- 1966 - For Your Love (I Would Do Most Anything)

## Membri
- Chuck Alden
- Eddie Wright
- Jordan Christopher
- Tom Graves
- Tommy Tricarico